# Juhan Weitzenberg
Juhan Weitzenberg (Kanepi, 1838. július 22. – Narva, 1877. november 4.) észt költő

## Élete
Tanulmányait szülővárosában kezdte, majd 1850 és 1854 közt a tartui német nyelvű iskolába járt, ahol egyik osztálytársa Jakob Hurt volt. Iskolás korában tragikus esemény történt, amely haláláig beárnyékolta életét: 13 évesen egy fegyverrel játszva véletlenül megölte 5 éves testvérét. 1855 és 1857 közt házitanító volt a tormai egyházszolga Adam Jakobsonnál, ezáltal annak fia, Carl Robert Jakobson oktatója lett. 1858-tól 1861-ig Alatskivi községi jegyzője, 1861-től a narvai erdészeti vállalat alkalmazottja lett. Az itt kapott viszonylag jó fizetés lehetővé tette, hogy unokatestvérét, August Weizenberg szobrászt és egykori tanítványát, Carl Robert Jakobsont anyagilag támogassa. 1860-ban gümőkórt diagnosztizáltak nála, 1873-ban gyógyulást keresve Németországba, Ausztriába és Svájcba utazott. 1876-ban Finnországot és Svédországot látogatta meg. Elnöke volt az 1874-ben Narvában alapított Ilmarine társaságnak, amely énekművészettel és színházzal foglalkozott.
Életműve szerény, mindössze körülbelül húsz vagy harminc alkotásból áll. Egyes verseinek szerzősége bizonytalan, mások elvesztek. Ez utóbbi a helyzet Ikulaul című alkotásával, amely a gyerekkori balesetről szól, s amelyet kéziratos formában terjesztettek. Számos levele maradt fenn, amelyekben utazásairól is beszámolt. Olyan újságokban publikált, mint például a Postimees, s élénk vitát folytatott a szerkesztő Johann Voldemar Jannsennel. Levelezett Friedrich Reinhold Kreutzwalddal és Georg Julius von Schultzcal is. Költészet a népköltészetből a modern költészetbe való átmenetet képviseli, néhány alkotása viszonylag nagy népszerűségre tett szert. Ezek közé tartozoik a két önállóan megjelent vers, a Tõnnis Laks ehk Eestlase Isamaa, amely egy észt Oroszországba való emigrálásról szóló álmát dolgozza fel, és a Vana hopmanni Nutulaul Mõisavalitsust käest ära andes, amely a feudális urak ellen irányuló költészet példája.

## Munkái
- Tõnnis Laks ehk Eestlase Isamaa, Narva: J. Pachmann 1862.
- Vana hopmanni Nutulaul Mõisavalitsust käest ära andes, Tartu: H. Laakmann 1864.

## Fordítás
- Ez a szócikk részben vagy egészben  a   Juhan Weitzenberg című német Wikipédia-szócikk ezen változatának fordításán alapul.  Az eredeti cikk szerkesztőit annak laptörténete sorolja fel. Ez a jelzés csupán a megfogalmazás eredetét és a szerzői jogokat jelzi, nem szolgál a cikkben szereplő információk forrásmegjelöléseként.